# Стенхаммар, Эльса
Эльса Эльфрида Маргерита Стенхаммар (швед. Elsa Elfrida Marguérite Stenhammar; 23 мая 1866, Стокгольм — 18 февраля 1960, там же) — шведская органистка, хормейстер и музыкальный педагог. Одна из первых женщин — хоровых дирижёров Швеции.

## Биография
Эльса Стенхаммар родилась в Стокгольме в 1866 году. Её родители, Фредрик и Фредрика Стенхаммар, были оперными певцами. Эльса и её брат-близнец Зигфрид с детства учились музыке у деда по материнской линии, Андреаса Андре.
В 1880 году, когда умерла Фредрика Стенхаммар, Эльса переехала в Гётеборг, где её дальнейшим музыкальным образованием руководила тётя, органистка и композитор Эльфрида Андре. В 1885 году Эльса окончила Королевскую высшую музыкальную школу в Стокгольме по классу органа. Однако ей хотелось стать актрисой, и в следующем году она брала уроки сценического вокала. Её дебют состоялся в Королевском драматическом театре в Стокгольме, а затем, с 1888 по 1891 год, она пела в театре Гётеборга.
В 1890-х годах Эльса давала уроки фортепиано, органа, пения и музыкальной теории. Кроме того, она, вместе с Эльфридой Андре, занималась организацией концертов, устраиваемых Гётеборгским институтом рабочих (Göteborgs Arbetareinstitut). С 1897 по 1929 год (когда умерла Эльфрида Андре) они совместно организовали около 800 концертов; затем, с 1929 по 1936 год, Эльса занималась этим одна. Целью концертов было приобщение рабочих к классической музыке; билеты распространялись по низким ценам. Эльса Стенхаммар также принимала участие в этих концертах в качестве аккомпаниатора и руководителя хора.
С 1905 по 1929 год Эльса была регентом хора в Кафедральном соборе Гётеборга, где органисткой была Эльфрида Андре. Кроме того, она создала собственный хор, который начинался как женский, но со временем стал смешанным. Хор сотрудничал с Оркестровой ассоциацией Гётеборга, которой в то время руководил кузен Эльсы, Вильгельм Стенхаммар. В 1916 году Эльса основала хор и хоровую школу при Концертном зале Гётеборга. Этот хор, известный как Göteborgs konserthuskör, в 1920-х годах считался одним из лучших в Швеции.
С 1920-х годов Эльса Стенхаммар работала в Женской школе (Kvinnliga medborgarskolan) в Фогельстаде, где руководила хором, читала лекции о композиторах и преподавала дикцию будущим певцам. В 1924 году она была награждена Медалью Литературы и искусств, а в 1930 году была избрана членом Шведской королевской музыкальной академии.
Эльса Стенхаммар умерла 18 февраля 1960 года и была похоронена на Северном кладбище в Сольне.